# Claude Savard (Pianist)
Claude Savard (* 16. Oktober 1941 in Montreal; † 13. Februar 2003 ebenda) war ein kanadischer Pianist und Musikpädagoge.

## Leben und Wirken
Savard studierte Klavier bei Marie-Louise Boisvert, am Conservatoire de musique du Québec bei Germaine Malépart (1959–63) und als Stipendiat des Canada Council bei Vlado Perlemuter und Suzanne Roche in Paris (1963–69). Er gewann 1964 den Prix d’Europe und war Preisträger internationaler Wettbewerbe in Vercelli (1964), Genf (1965), Lissabon und München (1966). 1967 spielte er in Paris die Uraufführung von Alain Gagnons Klaviersonate Nr. 3, die dieser für ihn komponiert hatte.
Am Concours musical international de Montréal wirkte Savard von 1966 bis 1970 als Klavierbegleiter mit. 1970 gab er Konzerte in der Carnegie Recital Hall und beim Kanada-Festival in Marburg. Sein Debüt mit dem Orchestre symphonique de Montréal hatte er 1971 mit Mendelssohns Erstem Klavierkonzert. 1972 gab er mit Unterstützung des Außenministeriums siebzehn Konzerte in Lateinamerika. Von 1972 bis 1976 vervollkommnete er seine Ausbildung bei Irving Heller.
Mit dem Rundfunkorchester Toronto der CBC führte er 1973 Jean Papineau-Coutures Pièce concertante No. 1 (Repliement) auf, mit dem Toronto Symphony Orchestra Maurice Ravels Klavierkonzert für die linke Hand (1976) und sein Klavierkonzert G-Dur (1977). Für die Youth and Music Canada unternahm Savard mehrere Konzerttourneen durch Europa und Kanada. Nach einer Konzertreise durch Japan hielt er sich 1982 mit Maureen Forrester und Claude Corbeil zwei Wochen in China auf und gab dort Konzerte und Meisterklassen. Die Reise wurde in dem Film Singing: A Joy in Any Language dokumentiert.
Als Klavierbegleiter arbeitete Savard mit Musikern wie Pierrette Alarie, Josephte Clément, Bruno Laplante, Nicole Lorange, Jean-Pierre Rampal, Joseph Rouleau, Sylvia Saurette, Suzanne Shulman und Léopold Simoneau zusammen. Ab 1975 unterrichtete er Klavier und Kammermusik an der Universität Montreal, ab 1988 leitete er dort den Fachbereich Klavier. Außerdem unterrichtete er von 1975 bis 1981 am Orford Arts Centre.

## Quelle
- The Canadian Encyclopedia - Claude Savard

| Personendaten    | Personendaten                         |
| ---------------- | ------------------------------------- |
| NAME             | Savard, Claude                        |
| KURZBESCHREIBUNG | kanadischer Pianist und Musikpädagoge |
| GEBURTSDATUM     | 16. Oktober 1941                      |
| GEBURTSORT       | Montreal                              |
| STERBEDATUM      | 13. Februar 2003                      |
| STERBEORT        | Montreal                              |